# Navalpino
Navalpino – gmina w Hiszpanii, w prowincji Ciudad Real, w Kastylii-La Mancha, o powierzchni 196,33 km². W 2011 roku gmina liczyła 260 mieszkańców.